# コベストロ
コベストロ（ドイツ語: Covestro AG）は、ポリウレタン原料やポリカーボネートを中心に取り扱う、素材化学分野の化学品メーカー。ドイツ・ノルトライン＝ヴェストファーレン州・レーヴァークーゼンに本拠を置き、世界約30カ国に生産拠点を持つ。日本法人はコベストロジャパン株式会社。このほか住友化学工業との合弁による住化コベストロウレタン株式会社、DICとの合弁によるディーアイシーコベストロポリマー株式会社がある。フランクフルト証券取引所上場企業（FWB: 1COV）。

## 沿革
2015年9月1日、バイエルのマテリアルサイエンス（素材化学）事業グループが独立する形で設立された。バイエルのプラスチック化学事業は20世紀初頭から行われ、1953年にポリカーボネートの開発に成功、また1950年代に工業用ポリウレタンの製造が拡大した。2000年4月、アメリカ合衆国のLyondell Chemical Co.からポリオール事業を買収し、この時点でバイエルは世界最大のポリウレタン製造メーカーとなった。2004年1月、バイエルはヘルスケア、農薬関連、素材の中核事業に経営資源を集中する方針を決定し、素材部門はBayer MaterialScience AG（バイエル マテリアルサイエンス）として、バイエル内の独立した事業グループとなった。2010年、中国・上海における工場拡張に伴い、ポリカーボネート事業の中枢をレーヴァークーゼンから上海へと移転、2014年、ポリウレタン事業の新工場をノルトライン＝ヴェストファーレン州のドルマーゲン（Dormagen）に開設した。
2014年9月18日、バイエルはマテリアルサイエンス部門のスピンオフを発表、新社名はCollaboration・Invest・Strongの合成からコベストロに決定された。コベストロ設立の1か月後の2015年10月、フランクフルト証券取引所に株式が上場された。バイエルはコベストロの株式の売却を進め、2017年9月時点で割合は4分の1以下に減少した。コベストロの主力製品は、ポリウレタン原料やポリカーボネートであり、このほかコーティング塗料や接着剤、その他専門分野の化学製品を扱っている。
2024年10月1日、アブダビ国営石油会社はコベストロを147億ユーロ（約2兆3千億円）で買収する契約を締結した。

## 日本法人
「コベストロジャパン株式会社」（Covestro Japan Ltd.）のルーツは、2004年のBayer MaterialScience AG設立を受け、2007年7月に日本で設立された「バイエル マテリアルサイエンス株式会社」であり、本国におけるバイエルグループからの独立に伴い2015年9月1日、現在の社名に改称した。ポリカーボネートの輸入・販売を行い、また日本におけるコベストログループの持株会社の役割を持つ。製品は自動車、建築、コンパクトディスクやDVDなどに、幅広く利用されている。東京（芝公園）にオフィスを置き、兵庫県尼崎市に技術センターを持つ。
1969年9月の住友化学工業とバイエルの合弁開始以来の歴史を持つ「住化コベストロウレタン株式会社」（Sumika Covestro Urethane Co.,Ltd.）は、ポリウレタン原料の製造・販売および応用研究開発を行う。兵庫県尼崎市に本社を置き、愛媛県新居浜市に工場を持つ。
2000年6月の大日本インキ化学工業（現•DIC）とバイエルの合弁開始以来の歴史を持つ「ディーアイシーコベストロポリマー株式会社」（DIC Covestro Polymer Ltd.）は、熱可塑性ポリウレタン樹脂に特化した専業メーカーとなっている。東京（京橋）に本社を置き、大阪市に営業所、堺市に工場を持つ。